# Bruyères-le-Châtel
Pour les articles homonymes, voir Bruyères (homonymie) et Chatel.
Bruyères-le-Châtel (prononcé [bʁyjɛʁ lǝ ʃɑt̪ɛl] ) est une commune française située à trente-deux kilomètres au sud-ouest de Paris dans le département de l'Essonne en région Île-de-France.
La commune accueille un site du Commissariat à l’Énergie Atomique, dans lequel a été fabriqué le cœur de la première bombe atomique française qui a explosé au Sahara le 13 février 1960. 

## Géographie

### Situation

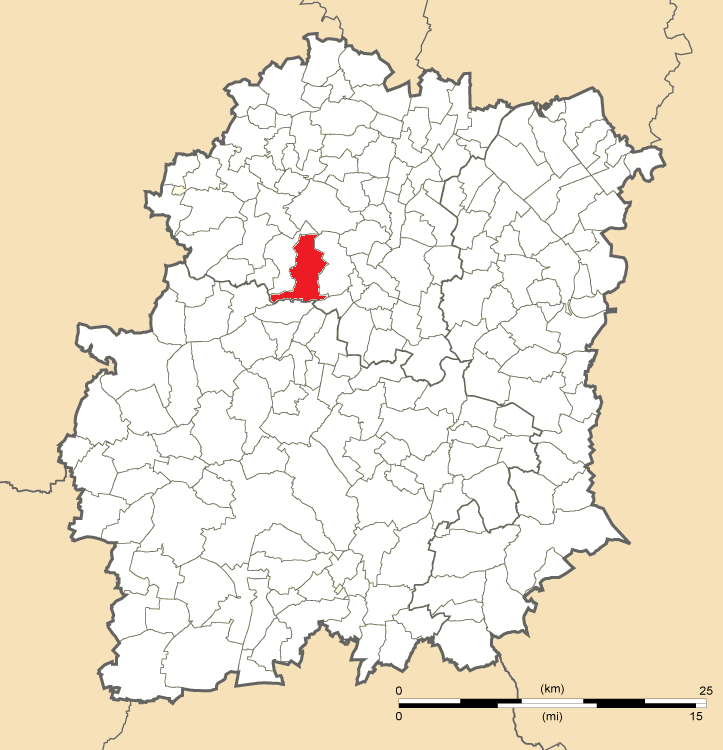
Position de Bruyères-le-Châtel en Essonne.

Bruyères-le-Châtel est située à trente-deux kilomètres au sud-ouest de Paris-Notre-Dame, point zéro des routes de France, dix-neuf kilomètres au sud-ouest d'Évry, quatorze kilomètres au sud-ouest de Palaiseau, cinq kilomètres à l'ouest d'Arpajon, huit kilomètres au sud-ouest de Montlhéry, quinze kilomètres au nord-est de Dourdan, dix-sept kilomètres au nord-ouest de La Ferté-Alais, dix-huit kilomètres au nord-est d'Étampes, vingt-et-un kilomètres au sud-ouest de Corbeil-Essonnes, trente kilomètres au nord-ouest de Milly-la-Forêt.

### Géologie et relief
La superficie de la commune est de 1 291 hectares ; son altitude varie entre 46 et 168 mètres.
| Type d’occupation           | Pourcentage | Superficie (en hectares) |
| --------------------------- | ----------- | ------------------------ |
| Espace urbain construit     | 10,5 %      | 136,66                   |
| Espace urbain non construit | 4,8 %       | 62,02                    |
| Espace rural                | 84,7 %      | 1 099,84                 |
| Source : Iaurif             |             |                          |

### Hydrographie
La commune est arrosée par la Charmoise, ainsi que par la Vidange, affluent de l'Orge de 3,7 km.

### Climat
Pour des articles plus généraux, voir Climat de l'Île-de-France et Climat de l'Essonne.
En 2010, le climat de la commune est de type climat océanique dégradé des plaines du Centre et du Nord, selon une étude du CNRS s'appuyant sur une série de données couvrant la période 1971-2000. En 2020, Météo-France publie une typologie des climats de la France métropolitaine dans laquelle la commune est exposée à un climat océanique altéré et est dans la région climatique Sud-ouest du bassin Parisien, caractérisée par une faible pluviométrie, notamment au printemps (120 à 150 mm) et un hiver froid (3,5 °C).
Pour la période 1971-2000, la température annuelle moyenne est de 11,2 °C, avec une amplitude thermique annuelle de 15,4 °C. Le cumul annuel moyen de précipitations est de 665 mm, avec 10,8 jours de précipitations en janvier et 7,6 jours en juillet. Pour la période 1991-2020, la température moyenne annuelle observée sur la station météorologique la plus proche, située sur la commune de Fontenay-lès-Briis à 4 km à vol d'oiseau, est de 11,6 °C et le cumul annuel moyen de précipitations est de 696,0 mm,. Pour l'avenir, les paramètres climatiques de la commune estimés pour 2050 selon différents scénarios d'émission de gaz à effet de serre sont consultables sur un site dédié publié par Météo-France en novembre 2022.
| Mois                                  | jan.           | fév.           | mars           | avril         | mai             | juin          | jui.          | août           | sep.           | oct.          | nov.             | déc.             | année     |
| ------------------------------------- | -------------- | -------------- | -------------- | ------------- | --------------- | ------------- | ------------- | -------------- | -------------- | ------------- | ---------------- | ---------------- | --------- |
| Température minimale moyenne (°C)     | 1,5            | 1,2            | 3,1            | 5             | 8,6             | 11,6          | 13,4          | 13,2           | 10,2           | 7,7           | 4,4              | 2,1              | 6,8       |
| Température moyenne (°C)              | 4,4            | 4,9            | 7,9            | 10,7          | 14,3            | 17,5          | 19,8          | 19,6           | 16             | 12,1          | 7,6              | 4,8              | 11,6      |
| Température maximale moyenne (°C)     | 7,3            | 8,5            | 12,6           | 16,3          | 20,1            | 23,5          | 26,1          | 26             | 21,8           | 16,6          | 10,9             | 7,6              | 16,4      |
| Record de froid (°C) date du record   | −18 17.01.1985 | −13,5 07.02.12 | −10,8 01.03.05 | −6 06.04.21   | −1,5 06.05.19   | 1,1 01.06.06  | 2 02.07.1966  | 3,7 30.08.1964 | 0,5 17.09.1971 | −4,1 21.10.10 | −10,4 24.11.1998 | −16,5 29.12.1964 | −18 1985  |
| Record de chaleur (°C) date du record | 16,5 27.01.03  | 20,7 27.02.19  | 24,9 31.03.21  | 29,2 20.04.18 | 32,5 25.05.1989 | 37,5 21.06.17 | 42,5 25.07.19 | 40,2 12.08.03  | 34,8 15.09.20  | 30 01.10.1985 | 21,5 07.11.15    | 17,3 07.12.00    | 42,5 2019 |
| Précipitations (mm)                   | 54,2           | 48,6           | 50,4           | 47,5          | 69              | 58            | 61,1          | 62,6           | 50,9           | 61,2          | 61,2             | 71,3             | 696       |

### Voies de communication et transports
- La commune est desservie par une gare du RER C : Breuillet - Bruyères-le-Châtel.
- La ligne express 91.04 du réseau de bus Cœur d'Essonne dessert la commune.

## Urbanisme

### Typologie
Au 1er janvier 2024, Bruyères-le-Châtel est catégorisée ceinture urbaine, selon la nouvelle grille communale de densité à sept niveaux définie par l'Insee en 2022.
Elle appartient à l'unité urbaine de Paris, une agglomération inter-départementale regroupant 407  communes, dont elle est une commune de la banlieue,,. Par ailleurs la commune fait partie de l'aire d'attraction de Paris, dont elle est une commune de la couronne,. Cette aire regroupe 1 929 communes,.

### Morphologie urbaine
Outre le bourg, le territoire de la commune comprend deux hameaux : Verville et Arpenty ; ainsi que des résidences privées : Les Ormes, Les Hauts de Bruyères, Le Val de La Remarde, La Vigne-Dieu, Les Cajuns.

### Logement
Le tableau ci-dessous présente une comparaison du logement à Bruyères-le-Châtel et dans l'ensemble de l'Essonne en 2011, au travers de quelques indicateurs, :
|                                                        | Bruyères-le-Châtel | Essonne |
| ------------------------------------------------------ | ------------------ | ------- |
| Part des résidences principales (en %)                 | 94,4               | 93,2    |
| Part des logements vacants (en %)                      | 4,8                | 5,4     |
| Part des ménages propriétaires de leur logement (en %) | 78,4               | 60,5    |

Par rapport à la situation moyenne de l'Essonne en matière de logement, Bruyères-le Châtel se distingue surtout par son taux de ménages propriétaires de leur résidence principale, supérieur de 18 points à la valeur départementale. Le parc immobilier a fortement progressé depuis la seconde Guerre mondiale, passant de 228 résidences principales en 1946 à 1 248 en 2009, ces constructions nouvelles tant pour les deux tiers des maisons individuelles.
Les résidences secondaires représentent 0,8 % des habitations de Bruyères-le-Châtel, valeur un peu inférieure à la moyenne de l'Essonne qui s'établit à 1,4 %,.

## Toponymie
Elle fut citée sous le nom de Brocaria en 670, puis apud Brueras en 1156-57, Brueri castrum en 1204, Bruceti Castellum, Brueriae en 1467, Brières, Bruyère-le-Chastel. La commune fut créée en 1793 sous le nom de Bruyeres et porta provisoirement, au cours de la Révolution française, celui de Bruyères-Libre. Le nom actuel a été introduit en 1801 dans le Bulletin des lois.
Le Châtel est un déterminant dérivant du latin castella (pluriel de castellum) désignant un château.

## Histoire
Le nom de Bruyère est assez répandu, et plusieurs seigneurs en ont porté le nom, sans qu'on soit bien certain de l'identité de leur fief. Bruyères-le-Châtel entra dans l'histoire au début du XIIIe siècle. Une croisade va enrichir les barons de Bruyères, une autre manqua de les ruiner.

### D'une croisade à l'autre
En 1209, Thomas (dit Pons) de Bruyères décide de partir en croisade en Languedoc contre les Albigeois, à la suite de Simon de Montfort seigneur de Montfort-l’Amaury, accompagné de son beau-frère Guy de Lévis (seigneur de Lévis-Saint-Nom, et depuis de Mirepoix, etc.) et de Pierre de Voisins (sgr de Voisins-le-Bretonneux et depuis de Limoux, etc.), tous parents ou voisins, avec leurs vassaux.
Pons se distingue contre les hérétiques, et s’empare l’année suivante du château de Puivert (novembre 1210) et d’une partie du Razès, avec Chalabre, qui lui sera finalement attribuée avec 16 paroisses alentour.
Les seigneurs portèrent longtemps les titres de barons de Bruyères, de Chalabre et de Puyvert, et comptèrent parmi les plus importantes familles du Languedoc, auxquelles ils s'allèrent (Lévis-Mirepoix, etc.). Ils portaient D’or au lion de sable, la queue fourchée et passée en sautoir, qui sont toujours les armes de la commune.
Deux siècles plus tard, Guillaume des Bordes, baron de Bruyères par son épouse Marguerite de Bruyères, chambellan de Charles V, Porte-Oriflamme de France (reçu en 1383), participe à la Croisade de Sigismond de Hongrie, conduite par Jean de Nevers, futur Jean sans Peur, avec les maréchaux Jehan de Vienne et Boucicault, mais ils sont écrasés par Bajazet à la bataille de Nicopolis (16 septembre 1396), où Guillaume fut tué, et à l’issue de laquelle son fils unique Jean des Bordes fut fait prisonnier. Il obtint sursis d'hommage en 1397 « attendu sa prison, les grands frais qu'il lui convenait de faire, tant pour son état et payer sa rançon, qu'à cause des dettes, legs et obsèques de son père » (libéré, mort après 1410). Il portait 3 molettes (ou étoiles), écartelé d'une bande.
On peut voir dans l’église les trois gisants (supposés ? car brisés à la Révolution, retrouvés en 2004) de Marguerite de Bruyères (+ 1419), veuve de Guillaume des Bordes, dame de Bouillancourt et de Cayeux, qui testa le 30 juin 1416, de son fils Jean des Bordes, et de Jacqueline de Beauvais, sa bru, morte en 1413. Ils se trouvaient au prieuré Saint Didier (dépendance de l’abbaye de Saint Florent), en la chapelle Notre-Dame, qu’elle avait demandé de reconstruire et agrandir. Elle remit ses biens au Roi, à charge de les protéger, avant de décéder en décembre 1419. Mais ce fut en vain, car le faible Charles VI, devenu fol, fut évincé par les Anglo-Bourguignons (+ 1422). La châtellenie de Bruyères, dépendante de Montlhéry, fut concédée à Thomas de Voisins (janvier 1418 -probablement un cousin de Marguerite), mais bientôt confisquée en janvier 1422 au profit de David de Brimeu, sgr de Ligny, chambellan du duc de Bourgogne ; entretemps, le château avait été pillé et les meubles emportés.

### Suite des barons de Bruyères
Les Hommages rendus à la Chambre des Comptes retracent les propriétaires suivants : Après Marguerite de Bruyères, dame des Bordes et de Saint-Yon (hommage le 20 juin 1402, n° 423), qui "se démet entre la main du roi", se présentent Thomas de Voisins, chambellan du Roi (1418), puis Philippe de Voisins (1437) et Jean de Voisins (1455). Ensuite vient Louis de Bouhan, dit la Rochette (ou la Rochelle, en1460 et 1470). En 1502, le domaine est grevé d'une rente de quarante livres pour l'Amiral (Louis Mallet) de Graville (n° 430-431), puis Louis de la Rochette en est seigneur (1518) et Jacques de la Rochette, seigneur d'Ollainville (mort avant 1556, n°1690).
C'est alors qu'a lieu un partage : Jean de Bohan dit La Rochelle en possède la moitié, comme fils aîné et principal héritier de Jacques (1556) tandis que Jean de Baillon, sgr de Marmeaux et Janvry, trésorier de l'Épargne et secrétaire du Roi, fait hommage "des trois quarts de la moitié" (1564). Son fils Guillaume lui succède (1568) ; il en fait échange avec Pierre de Fite, trésorier de l'Épargne (1570), Charles de Fite, maître ordinaire en la chambre des Comptes, rend hommage de sa moitié en 1605, "en son nom et celui de ses frères et sœurs", avec Roinville, le Colombier, Anserville, Malassis, Poignant, relevant de Dourdan, etc. (n° 440).
De son côté, Claude d'Aubray (1526-1609), secrétaire du Roi, successeur des Bohan de la Rochette (?), en fait l'hommage en 1584, 1587 et 1596, avec Verville, Saint-Yon et autres terres. Il mourut à Paris le 31 mai 1609, en son vivant chevalier, seigneur et baron (?) de Bruyères, de Saint-Sulpice, Mauchamps, Saint-Chéron, la Repose et Le Coudreau, âgé de 83 ans. Il est inhumé en l'église Saint-André-des-Arts, près de la muraille du chœur. Ses armes sont : « D'argent à trois trèfles de sable, accompagnés d'un croissant de gueules en abîme ».

### Les marquis de Bruyères
En 1641, Bruyères-le-Châtel fut vendu par Marie d'Aubray (sa fille ?), veuve de Louis Le Cirier, sieur de Neufchelles, à Jean-Louis Lespinette, dit Le Mairat (par substitution à cette famille parlementaire originaire de Troyes, qui avait acquis la baronnie de Lustrac en Agenais). Jean-Louis Lépinette-Le Mairat (+ 1662), devenu un riche financier par l'héritage de son demi-frère utérin Le Mairat, fut baron de Lustrac, conseiller du Roi et maître des comptes ; il avait acheté un hôtel à Paris en 1640, et rendit hommage de Bruyères-le-Châtel le 7 janvier 1642 . Il avait épousé en 1633 Charlotte Lesné (ou Laisné ?), fille d'Aubert (ou Aubin) et de Catherine Passart, d'où 3 fils ; 1) L'aîné (?) Antoine (ca 1634-1710), baron de Lustrac et seigneur de Nogent-sur-Aube, épousa en 1668 Louise Bourgoin, dont Jean-Louis III (+ SPM) qui hérita de son oncle, et Joachim, qui hérita après son frère ; 2) Jean-Jacques, Sr de Verville, conseiller au grand conseil, n'eut qu'une fille Charlotte (épouse de Louis Le Pelletier, marquis de Mortefontaine, président au Parlement) ; 3) le cadet (mais Popoff le croit l'aîné ?), Jean-Louis II Lépinette-Le Mairat (1637- 1713), fut conseiller (21 mai 1660) puis conseiller d'honneur en la Grand Chambre du Parlement, et vit ériger sa terre de Bruyères en marquisat, par lettres d'août 1676, enregistrées au Parlement le 4 septembre.
Étant mort sans alliance, il fit hériter son neveu, Jean-Louis III (Lépinette) Le Mairat (1670-1729), 2e marquis, Conseiller sur résignation de son oncle (en 1693), maître des requêtes en 1700. Mais après son décès le 30 décembre 1729 (ne laissant de ses deux mariages qu'une fille, Marie-Renée, épouse de Félix Aubery, marquis de Vatan), par substitution masculine, c'est son frère Joachim Le Mairat (1681-1755), président en la Chambre des Comptes en 1718, qui devint l'héritier et 3e marquis de Bruyères ; dont hommage le 11 août 1732, ayant fait confirmer son titre de marquis par lettres de mai 1731, enregistrées au parlement le 29 mai 1732, et (à la CCP ?) le 21 juillet 1733. Il épousa Edmée-Geneviève Vallier, fille d'un président aux requêtes, dont : Louis-Charles Le Mairat (1729-1773, mort à Bruyères), 4e marquis de Bruyères et de Nogent-sur-Aube, Conseiller au Parlement en 1749 avec dispense d'âge et de parenté, puis Président de la Chambre des Comptes après son père (1755), qui épousa Marie-Geneviève Pecquot de Saint-Maurice, fille d'un autre président en la CCP ; ils eurent trois filles, et un fils :  Antoine, 5e marquis de Bruyères, comte du Saussay, fut d'abord officier, puis Président après son père (1773), marié (en secondes noces ?) en 1788 avec Marie-Angélique Aubry, vota en 1789, et mourut sans enfants, le dernier mâle de son nom (sans doute en émigration, sort et date inconnus). Bruyères aurait été vendu dès 1785 ?. Les armes sont : « D'or au chevron d'azur accompagné de trois têtes (et col) de paon arrachées d'azur (Le Mairat) ; le chevron chargé d'un écusson d'or à l'arbre (ou buisson d'épines) de sinople (Lespinette) ».

### Les Hospitaliers
En 1204, Philippe Auguste donne aux frères de l'Hôpital tout ce qu'il possède à Bruyères : « maisons, terres, justice et seigneurie ». Un siècle plus tard, en 1297, les Hospitaliers vendent la terre à Thomas de Bruyères en échange d'une rente annuelle et perpétuelle de 56 livres et cinq sols.
Le membre de Bruyères relevait de la commanderie de Chauffour rattachée au prieuré hospitalier de Saint-Jean de Latran. Elle trouve son origine dans un échange fait, en 1307, entre Thomas, seigneur de Bruyères et le commandeur du Déluge.

## Politique et administration

### Politique locale
La commune de Bruyères-le-Châtel est rattachée au canton d'Arpajon, représenté par les conseillers départementaux Dominique Bougraud (UDI) et Alexandre Touzet (DVD), à l'arrondissement de Palaiseau ; Bruyères-le-Châtel fait partie de la quatrième circonscription de l'Essonne, représentée par la députée Marie-Pierre Rixain (LREM).
L'Insee attribue à la commune le code 91 3 01 115. La commune de Bruyères-le-Châtel est enregistrée au répertoire des entreprises sous le code SIREN 219 101 151. Son activité est enregistrée sous le code APE 8411Z.

### Liste des maires
| Période                                  | Période   | Identité                                  | Étiquette | Qualité |
| ---------------------------------------- | --------- | ----------------------------------------- | --------- | --- |
| Les données manquantes sont à compléter. |           |                                           |           | |
| ?                                        | ?         | Louis Étignard de La Faulotte (1847-1906) |           | Auditeur au Conseil d'État |
| mai 1925                                 | ?         | André Simon                               | Rad.      | Agriculteur, propriétaire à Paris Conseiller général d'Arpajon (1910 → 1940) Nommé conseiller départemental en 1943                                        |
| Les données manquantes sont à compléter. |           |                                           |           | |
| ca. 1993                                 | ?         | Bernard Fontaine                          |           | |
| ?                                        | mars 2001 | Joël Fréhaut                              | SE        | |
| mars 2001                                | En cours  | Thierry Rouyer                            | SE        | Biologiste 15e vice-président de Cœur d'Essonne Agglomération Réélu pour le mandat 2008-2014 Réélu pour le mandat 2014-2020 Réélu pour le mandat 2020-2026 |

### Tendances et résultats politiques

#### Élections présidentielles, résultats des deuxièmes tours
- Élection présidentielle de 2002 : 85,93 % pour Jacques Chirac (RPR), 14,07 % pour Jean-Marie Le Pen (FN), 83,59 % de participation[52].
- Élection présidentielle de 2007 : 58,61 % pour Nicolas Sarkozy (UMP), 41,39 % pour Ségolène Royal (PS), 88,87 % de participation[53].
- Élection présidentielle de 2012 : 54,97 % pour Nicolas Sarkozy (UMP), 45,03 % pour François Hollande (PS), 86,30 % de participation[54].
- Élection présidentielle de 2017 : 68,82 % pour Emmanuel Macron (LREM), 31,18 % pour Marine Le Pen (FN), 82,94 % de participation.

#### Élections législatives, résultats des deuxièmes tours
- Élections législatives de 2002 : 55,37 % pour Geneviève Colot (UMP), 44,63 % pour Yves Tavernier (PS), 65,46 % de participation[55].
- Élections législatives de 2007 : 59,19 % pour Geneviève Colot (UMP), 40,81 % pour Brigitte Zins (PS), 61,81 % de participation[56].
- Élections législatives de 2012 : 52,60 % pour Nathalie Kosciusko-Morizet (UMP), 47,40 % pour Olivier Thomas (PS), 63,73 % de participation[57].
- Élections législatives de 2017 : 60,58 % pour Marie-Pierre Rixain (LREM), 39,42 % pour Agnès Evren (LR), 45,41 % de participation.

#### Élections européennes, résultats des deux meilleurs scores
- Élections européennes de 2004 : 27,23 % pour Harlem Désir (PS), 18,08 % pour Patrick Gaubert (UMP), 46,02 % de participation[58].
- Élections européennes de 2009 : 32,19 % pour Michel Barnier (UMP), 16,70 % pour Daniel Cohn-Bendit (Les Verts), 48,36 % de participation[59].
- Élections européennes de 2014 : 24,02 % pour Alain Lamassoure (UMP), 21,42 % pour Aymeric Chauprade (FN), 49,00 % de participation.
- Élections européennes de 2019 : 24,81 % pour Nathalie Loiseau (LREM), 16,49 % pour Jordan Bardella (RN), 56,01 % de participation.

#### Élections régionales, résultats des deux meilleurs scores
- Élections régionales de 2004 : 46,47 % pour Jean-Paul Huchon (PS), 40,42 % pour Jean-François Copé (UMP), 67,83 % de participation[60].
- Élections régionales de 2010 : 52,37 % pour Jean-Paul Huchon (PS), 47,63 % pour Valérie Pécresse (UMP), 51,27 % de participation[61].
- Élections régionales de 2015 : 44,66 % pour Valérie Pécresse (LR), 36,18 % pour Claude Bartolone (PS), 61,50 % de participation.

#### Élections cantonales et départementales, résultats des deuxièmes tours
- Élections cantonales de 2004 : 50,12 % pour Monique Goguelat (PS), 49,88 % pour Philippe Le Fol (DVD), 66,85 % de participation[62].
- Élections cantonales de 2011 : 67,99 % pour Pascal Fournier (PS), 32,01 % pour Bernard Despalins (FN), 45,97 % de participation[63].
- Élections départementales de 2015 : 43,89 % pour Dominique Bougraud (UDI) et Alexandre Touzet (UMP), 36,77 % pour Pascal Fournier et Nicole Ferrier (PS), 54,14 % de participation.

#### Élections municipales, résultats des deuxièmes tours
- Élections municipales de 2001 : données manquantes.
- Élections municipales de 2008 : 1 005 voix pour Christophe Adel-Patient (?), 1 004 voix pour Annie Rannou (?), 55,88 % de participation[64].
- Élections municipales de 2014 : 66,93 % voix pour Thierry Rouyer (DVD) élu au premier tour, 33,06 % voix pour Patrice Beunard (DVD), 68,89 % de participation.
- Élections municipales de 2020 : 53,76 % voix pour Thierry Rouyer (SE) élu au premier tour, 46,23 % voix pour Hervé Dejoux (SE), 50,78 % de participation.

#### Référendums
- Référendum de 2000 relatif au quinquennat présidentiel : 78,27 % pour le Oui, 21,73 % pour le Non, 35,07 % de participation[65].
- Référendum de 2005 relatif au traité établissant une Constitution pour l'Europe : 54,49 % pour le Oui, 45,51 % pour le Non, 76,89 % de participation[66].

### Instances judiciaires et administratives
La commune dispose sur son territoire d'un centre de première intervention des sapeurs-pompiers, d'une agence postale.

### Jumelages
La commune de Bruyères-le-Châtel n'a développé aucune association de jumelage.

## Population et société

### Démographie
Ses habitants sont appelés les Bruyérois.

#### Évolution démographique
L'évolution du nombre d'habitants est connue à travers les recensements de la population effectués dans la commune depuis 1793. Pour les communes de moins de 10 000 habitants, une enquête de recensement portant sur toute la population est réalisée tous les cinq ans, les populations de référence des années intermédiaires étant quant à elles estimées par interpolation ou extrapolation. Pour la commune, le premier recensement exhaustif entrant dans le cadre du nouveau dispositif a été réalisé en 2005.

En 2022, la commune comptait 3 738 habitants, en évolution de +12,56 % par rapport à 2016 (Essonne : +2,89 %, France hors Mayotte : +2,11 %).
| 1793 | 1800 | 1806 | 1821 | 1831 | 1836 | 1841 | 1846 | 1851 |
| ---- | ---- | ---- | ---- | ---- | ---- | ---- | ---- | ---- |
| 566  | 652  | 705  | 819  | 738  | 675  | 720  | 760  | 771  |

| 1856 | 1861 | 1866 | 1872 | 1876 | 1881 | 1886 | 1891 | 1896 |
| ---- | ---- | ---- | ---- | ---- | ---- | ---- | ---- | ---- |
| 799  | 746  | 822  | 688  | 718  | 716  | 688  | 649  | 690  |

| 1901 | 1906 | 1911 | 1921 | 1926 | 1931 | 1936 | 1946 | 1954  |
| ---- | ---- | ---- | ---- | ---- | ---- | ---- | ---- | ----- |
| 700  | 745  | 751  | 800  | 888  | 851  | 837  | 826  | 1 704 |

| 1962  | 1968  | 1975  | 1982  | 1990  | 1999  | 2005  | 2006  | 2010  |
| ----- | ----- | ----- | ----- | ----- | ----- | ----- | ----- | ----- |
| 1 078 | 1 521 | 2 103 | 2 199 | 2 536 | 3 013 | 3 015 | 3 097 | 3 187 |

| 2015  | 2020  | 2022  | - | - | - | - | - | - |
| ----- | ----- | ----- | - | - | - | - | - | - |
| 3 308 | 3 594 | 3 738 | - | - | - | - | - | - |

#### Pyramide des âges
En 2018, le taux de personnes d'un âge inférieur à 30 ans s'élève à 37,6 %, soit en dessous de la moyenne départementale (39,9 %). À l'inverse, le taux de personnes d'âge supérieur à 60 ans est de 22,0 % la même année, alors qu'il est de 20,1 % au niveau départemental.
En 2018, la commune comptait 1 625 hommes pour 1 774 femmes, soit un taux de 52,19 % de femmes, légèrement supérieur au taux départemental (51,02 %).
Les pyramides des âges de la commune et du département s'établissent comme suit.
| Hommes | Classe d’âge | Femmes |
| ------ | ------------ | ------ |
| 0,5    | 90 ou +      | 0,7    |
| 5,8    | 75-89 ans    | 7,8    |
| 14,5   | 60-74 ans    | 14,7   |
| 22,5   | 45-59 ans    | 21,8   |
| 18,4   | 30-44 ans    | 18,1   |
| 19,5   | 15-29 ans    | 17,6   |
| 18,8   | 0-14 ans     | 19,3   |

| Hommes | Classe d’âge | Femmes |
| ------ | ------------ | ------ |
| 0,5    | 90 ou +      | 1,4    |
| 5,4    | 75-89 ans    | 7,2    |
| 12,9   | 60-74 ans    | 13,9   |
| 20     | 45-59 ans    | 19,4   |
| 19,9   | 30-44 ans    | 20,1   |
| 20     | 15-29 ans    | 18,2   |
| 21,3   | 0-14 ans     | 19,8   |

### Enseignement
Les élèves de Bruyères-le-Châtel sont rattachés à l'académie de Versailles. La commune dispose de l'école maternelle Les Bleuets et de l'école élémentaire Les Coquelicots.

### Culture
Dans le parc du château de Bruyères-le-Châtel se trouve la résidence de création artistique La Lisière. Lieu d'aide à la création porté sur les arts en espace public sous toutes ses formes, La Lisière accueille tout au long de l'année des artistes, des compagnies, et organise de temps à autre des sorties de résidence, des rencontres avec le public. En partenariat avec la compagnie La Constellation, basée à Grigny, elle organise également le festival essonnien « De jour // de Nuit ».

### Santé
La maison de santé pluridisciplinaire Nicole Mangin a été inaugurée le 23 juin 2022. Elle compte deux médecins généralistes, un chirurgien-dentiste, un kinésithérapeute, un pédicure-podologue, une psychomotricienne, une psychologue, une diététicienne-nutritionniste. Il existe aussi un cabinet paramédical indépendant qui regroupe deux kinésithérapeutes, un ostéopathe, une sophrologue et une ergothérapeute. Une orthophoniste exerce également sur la commune.

### Sports
Football, Judo, tennis, taekwondo, gymnastique, danse, Saisho Enkei Budo / MMA.

### Loisirs

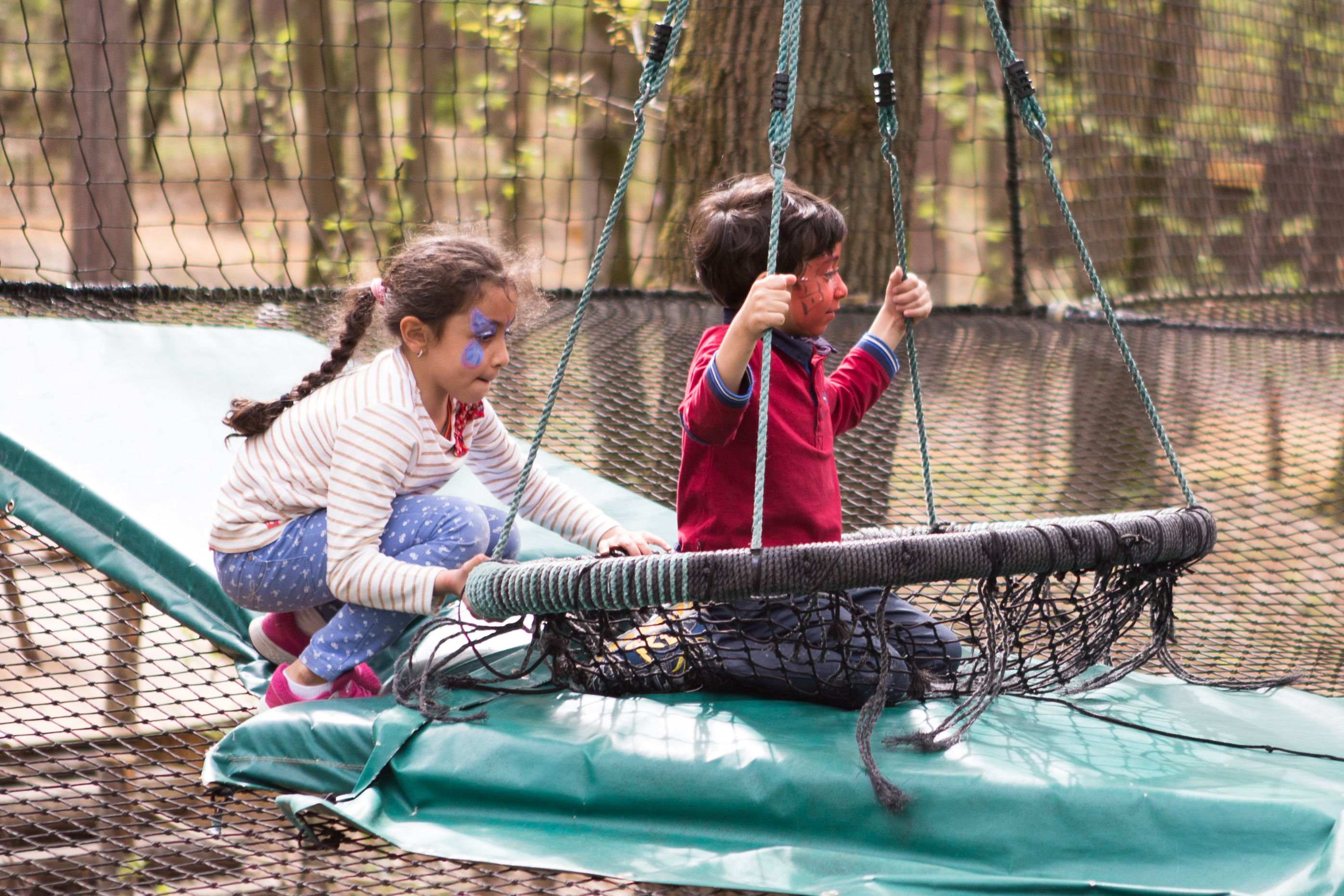
Parc Floreval

Le Parc Aventure Floreval propose de nombreuses activités dans la forêt : parcours accrobranche, tyroliennes, catapulte mais également balade à poney, aire de jeux et promenade ludique.

### Lieux de culte

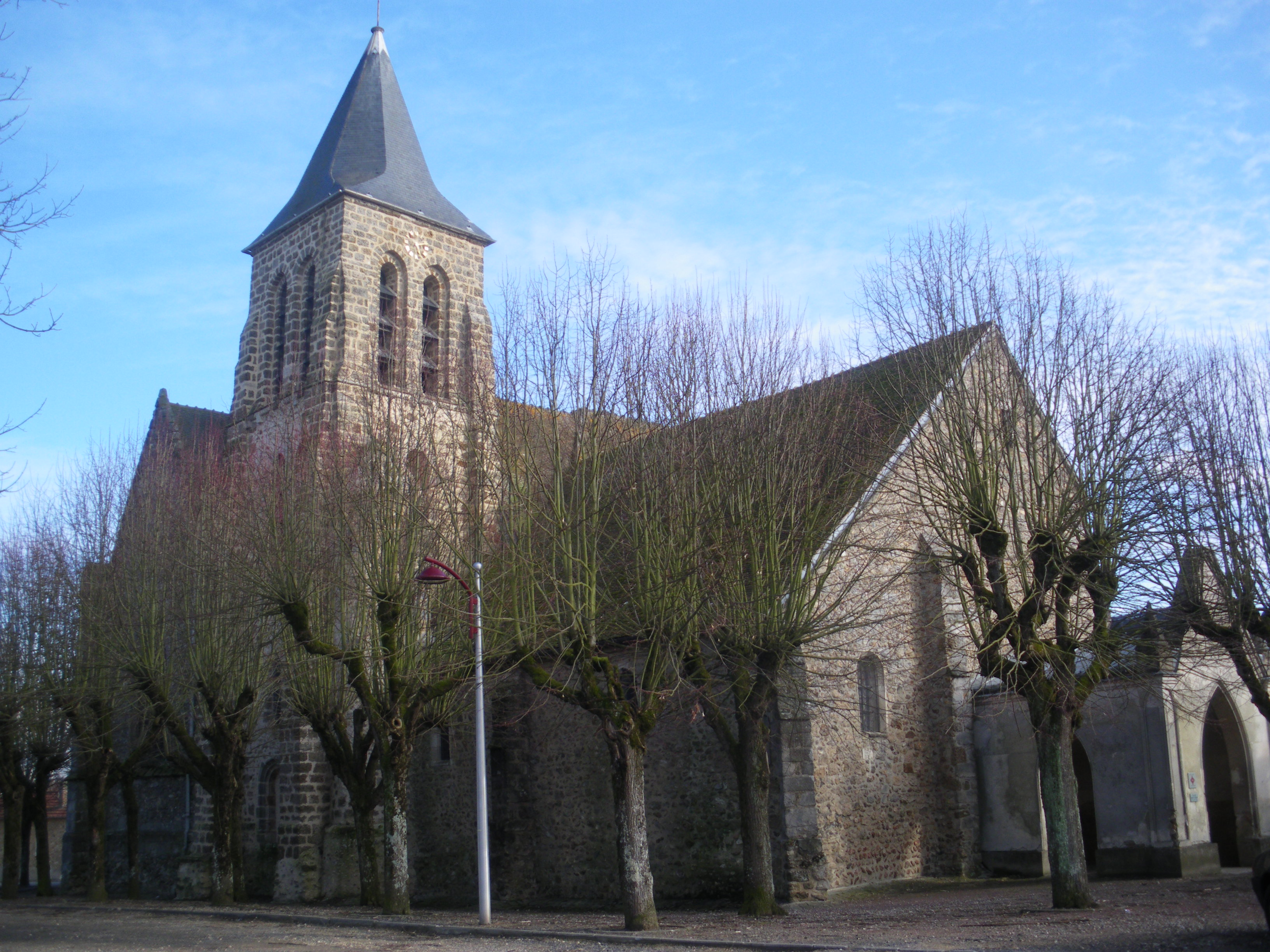
L'église Saint-Didier.

La paroisse catholique de Bruyères-le-Châtel est rattachée au secteur pastoral des Trois-Vallées-Arpajon et au diocèse d'Évry-Corbeil-Essonnes. Elle dispose de l'église Saint-Didier.
Le mouvement des focolari est présent sur la commune, dans le domaine d'Arny depuis 2000, dans le but d'offrir un lieu « [fondé] sur la fraternité et l’accueil ». Malgré des relations parfois tendues avec la municipalité, la « cité-pilote » accueille des familles, plusieurs entreprises de l'économie de communion, les éditions Nouvelle Cité et organise des rassemblements divers.

### Médias
L'hebdomadaire Le Républicain relate les informations locales. La commune est en outre dans le bassin d'émission des chaînes de télévision France 3 Paris Île-de-France Centre, IDF1 et Téléssonne intégré à Télif.

## Économie
À Bruyères-le-Châtel se trouve le centre de recherche CEA de Bruyères-le-Châtel de la direction des applications militaires du Commissariat à l'énergie atomique un centre de surveillance sismique, et depuis 2006 le centre Teratec qui contient en particulier le superordinateur TERA-100 et les installations civiles liées. 
Le parc du château de Bruyères-le-Châtel accueille quant à lui Éclairion, premier centre européen de supercalculateurs en location. Il héberge au sein de ses containers modulables le data center de l'entreprise française d'intelligence artificielle Mistral AI. 

### Emplois, revenus et niveau de vie
En 2010, le revenu fiscal médian par ménage était de 45 597 €, ce qui plaçait Bruyères-le-Châtel au 766e rang parmi les 31 525 communes de plus de 39 ménages en métropole.
| Répartition des emplois par catégories socioprofessionnelles en 2006. |              |                                           |                                                   |                            |                          |                           |
|                                                                       | Agriculteurs | Artisans, commerçants, chefs d’entreprise | Cadres et professions intellectuelles supérieures | Professions intermédiaires | Employés                 | Ouvriers                  |
| Bruyères-le-Châtel                                                    | 0,0 %        | 3,0 %                                     | 52,6 %                                            | 19,3 %                     | 17,6 %                   | 7,5 %                     |
| Zone d'emploi de Dourdan                                              | 0,7 %        | 6,0 %                                     | 18,9 %                                            | 28,5 %                     | 26,3 %                   | 19,6 %                    |
| Moyenne nationale                                                     | 2,2 %        | 6,0 %                                     | 15,4 %                                            | 24,6 %                     | 28,7 %                   | 23,2 %                    |
| Répartition des emplois par secteurs d’activités en 2006.             |              |                                           |                                                   |                            |                          |                           |
|                                                                       | Agriculture  | Industrie                                 | Construction                                      | Commerce                   | Services aux entreprises | Services aux particuliers |
| Bruyères-le-Châtel                                                    | 0,6 %        | 6,6 %                                     | 1,8 %                                             | 1,7 %                      | 77,2 %                   | 3,9 %                     |
| Zone d'emploi de Dourdan                                              | 1,7 %        | 10,4 %                                    | 7,5 %                                             | 11,8 %                     | 21,6 %                   | 6,9 %                     |
| Moyenne nationale                                                     | 3,5 %        | 15,2 %                                    | 6,4 %                                             | 13,3 %                     | 13,3 %                   | 7,6 %                     |
| Sources : Insee,                                                      |              |                                           |                                                   |                            |                          |                           |

## Culture locale et patrimoine

### Patrimoine environnemental
Les berges de la Charmoise, les bois au nord de la commune et les carrières géologiques ont été recensés au titre des espaces naturels sensibles par le conseil général de l'Essonne. La commune est traversée par le sentier de Petite Randonnée (PR 25) qui débute à la gare d'Égly. Après le bassin de retenue de l'Orge le sentier traverse la ville en passant par le lavoir de la Fontaine-Bouillant datant de 1728. Il continue au nord par le sentier de Soucy pour rejoindre le GR 111 dans la forêt de la Roche Turpin. Il termine sa boucle de 13 km en passant par Ollainville et le long de l'Orge pour revenir à la gare d'Égly.

### Patrimoine architectural

Le monument aux morts.

- Deux menhirs : la Pierre Beaumirault inscrit aux monuments historiques le 7 septembre 1978[91] et la Pierre Saint-Nicolas, tous deux datés du Néolithique.
- Le château de Bruyères, construit sur les ruines d’un ancien monastère de religieuses[92] au XIe siècle. Du XVe au XIXe siècle, les propriétaires se succèdent et le château est modifié à de nombreuses reprises. Les fortifications sont rasées en 1793[93]. Situé au sein d'un parc de 94 ha, le château est racheté par la commune en 2014[94].
- L'église Saint-Didier du XIe siècle a été classée aux monuments historiques le 4 juillet 1931[95],[96].
- Le château de Morionville a été détruit en 1972 pour y installer une usine. Subsistent les communs, la chapelle (XVIIIe siècle) et la grille d'entrée[97].

Autrefois[Quand ?] il existait trois fontaines d'une eau particulièrement pure sur la commune. Deux lavoirs existent toujours : celui de la Fontaine-Bouillant était équipé d'une pompe élévatrice, vidé et curé tous les mois au XIXe siècle et celui de la Fontaine-Beurlin était alimenté par ces eaux.

### Personnalités liées à la commune
Différents personnages publics sont nés, décédés ou ont vécu à Bruyères-le-Châtel :
- Guillaume Marie Carré (1770-1849), maire de Bruyères et député de Seine-et-Oise, y est né et y est décédé.
- Maurice Ourry (1776-1843), auteur dramatique, poète et journaliste, y est né.
- Yves Rocard (1903-1992), physicien y vécut.
- Joseph de Ferrières de Sauvebœuf (1918-1944), compagnon de la Libération y est né.

### Héraldique et logotype
| Blason de Bruyères-le-Châtel | Les armes de Bruyères-le-Châtel se blasonnent : D'or au lion de sable, la queue fourchée, nouée et passée en sautoir. La commune s'est en outre dotée d'un logotype. |  |